# Dead Man Down - Il sapore della vendetta
Dead Man Down - Il sapore della vendetta (Dead Man Down) è un film del 2013 diretto da Niels Arden Oplev.

## Trama
Victor, immigrato ungherese ed ex operatore delle forze speciali, è il braccio destro di un capobanda di New York. È entrato nell'organizzazione per vendicare la morte della moglie e della figlia, uccise da sicari del capobanda stesso. Beatrice è invece una donna rimasta sfigurata in un incidente stradale che vive in un appartamento di fronte a quello di Victor. Una sera vede dalla finestra Victor che strangola un membro della banda che stava scoprendo il suo segreto e lo ricatta, chiedendogli di assassinare l'uomo responsabile dell'incidente di cui è rimasta vittima. Victor fingerà di uccidere l'uomo, per non caricare la coscienza di Beatrice di un omicidio, mentre la donna vanificherà il piano dell'uomo per uccidere i membri della banda per evitare che lui stesso resti ucciso. Presa in ostaggio dal capobanda che ha scoperto il piano di Victor, verrà da questi liberata dopo la strage dei criminali. Salvatisi reciprocamente, i due inizieranno una nuova vita insieme.

## Produzione
Le riprese sono state effettuate a Filadelfia e New York negli Stati Uniti d'America.

## Promozione
Il primo trailer del film viene pubblicato online il 2 gennaio 2013. Il 22 gennaio è stato pubblicato il trailer italiano del film.

## Distribuzione
La pellicola è stata distribuita nei cinema statunitensi a partire dall'8 marzo 2013, mentre nelle sale italiane dal 14 marzo, distribuito da Lucky Red.

### Divieto
Negli Stati Uniti d'America il film è stato vietato ai minori di 18 anni per la presenza di violenza, linguaggio scurrile e scene di sesso.